# ワンナップクリエイティブサービス
株式会社ワンナップクリエイティブサービスは、大阪府大阪市西区に本社を置くオフィスサポート事業を行う企業である。

## 概要
主な業務内容は、企業間取引 (BtoB) に特化した、オフィス移転、オフィス移転に伴う内装工事、社宅建物（福利厚生）管理、企業内メール室の常駐型運営管理等、オフィスサポート事業を行う企業である。
- オフィス移転サービス事業 - 「法人専門移転プロ」
- オフィス内装工事サービス事業 - 「法人専門内装工事プロ」
- オフィスメール室運営事業 - 「法人専門メール室運営プロ」

## 沿革
- 2004年 - ワンナップを創業。
- 2008年 - 株式会社ワンナップクリエイティブサービスを設立。
- 2013年 - 特定信書便事業の許可を取得。
- 2019年 - 一般建設業許可（内装仕上工事業、塗装工事業、防水工事業、タイル・れんが・ブロック工事業、屋根工事業）を取得。